# Arnaud Frangier de Chanteloup
Arnaud Frangier de Chanteloup (zm. 14 grudnia 1313 w Awinionie) – francuski duchowny katolicki, kardynał. 

## Życiorys
Krewny papieża Klemensa V, który krótko po swoim wstąpieniu na tron papieski mianował go najpierw swoim następcą na stanowisku arcybiskupa Bordeaux (24 lipca 1305), a następnie kardynałem prezbiterem tytułu S. Marcelli (15 grudnia 1305). Kamerling Świętego Kościoła Rzymskiego od listopada 1305 do listopada 1307. Dziekan kapituły katedralnej w Londynie od maja 1307. Uczestniczył w Soborze w Vienne 1311. Po śmierci kardynała Jean Le Moine w sierpniu 1313 został protoprezbiterem św. Kolegium Kardynałów. Zmarł kilka miesięcy później w Awinionie.